# Eulophus koebelei
Eulophus koebelei är en stekelart som först beskrevs av Crawford 1912.  Eulophus koebelei ingår i släktet Eulophus och familjen finglanssteklar. Inga underarter finns listade i Catalogue of Life.